# Международный день просвещения по вопросам минной опасности и помощи в деятельности, связанной с разминированием
Международный день просвещения по вопросам минной опасности и помощи в деятельности, связанной с разминированием 
(на других официальных языках ООН: англ. International  Day for Mine Awareness and Assistance in Mine Action, араб. اليوم الدولي للتوعية بخطر الألغام, ‎исп. Día Internacional de información sobre el peligro de las minas y de asistencia para las actividades relativas a las minas, кит. 国际提高地雷意识和协助地雷行动日, фр. Journée internationale de sensibilisation aux dangers des mines et d'assistance à la lutte antimines
)  — отмечается ежегодно 4 апреля начиная с 2006 года.  Международный день был провозглашён Генеральной Ассамблеей ООН 8 декабря 2005 года (Резолюция № A/RES/69/97 «О помощи в деятельности, связанной с разминированием»). 
Решение было принято с целью привлечения внимания к разминированию неразорвавшихся боеприпасов и запрету установки противопехотных мин. 
В послании 2006 года по случаю этого дня Генеральный секретарь ООН указал, что наземным минам нет места ни в одном цивилизованном обществе. Он призвал правительства ратифицировать договор о запрещении противопехотных мин и «Протокол V (о взрывоопасных пережитках войны) к Конвенции о конкретных видах обычного оружия». 

## Тема дня
- 2021 год — «Настойчивость, общение, прогресс»
- 2020 год — «Вместе в действии против мин»
- 2019 год — «Безопасная земля, безопасный дом»
- 2018 год — «Обеспечение защиты, мира и развития»
- 2017 год — «Реагировать на потребности, спасая жизни»